# 东龙镇
东龙镇，是中华人民共和国广西壮族自治区贵港市覃塘区下辖的一个乡镇级行政单位。

## 行政区划
东龙镇下辖以下地区：
石龙社区、罗马村、农昌村、阮寺村、凤凰村、义合村、兰山村、闭村、大同村、京龙村、京榜村、三六村、长岭村、高龙村、龙扶村和东龙村。